# Voertuigen uit Star Wars
Deze pagina geeft een overzicht van voertuigen uit Star Wars.

## Ruimteschepen

### A-wing Starfighter
De A-wing is een klein, vlak maar snel ruimteschip van 9,6 meter lang. Het bezit twee grote motoren waardoor het sneller is dan de TIE Interceptor. Het groen squadron tijdens de Slag om Endor in Star Wars: Episode VI: Return of the Jedi bestond uit deze modellen. Het bezit laserkanonnen en concussion-raketten als bewapening aan boord.

### B-wing Starfighter
De B-wing heeft een bolvormige cockpit waarin de piloot op een gyroscopische stoel zit. De kruisvormige vleugels hebben een totale spanwijdte van 16,9 meter en dragen een laserkanon, proton-torpedo's en ion-kanon als bewapening. Het schip wordt door de rebellenalliantie, waaronder Ten Numb,  gebruikt tijdens de Slag om Endor in Star Wars: Episode VI: Return of the Jedi

### Imperial Lambda-class Shuttle
Deze reeks van kleine shuttle voertuigen worden voor vele doeleinden gebruikt waaronder het vervoeren van personen. Ook de keizer Palpatine en Darth Vader gebruiken deze. Het 20 meter lange schip bezit drie vleugels waarvan de twee zijvleugels kunnen open vouwen of in rechtopstaande stand gezet kunnen worden. Hierbij neemt het minder plaats bij landen en op de landingsplaats.
In de aanloop van de slag om Endor wordt de "Tydirium" uit deze reeks gestolen waarmee de rebellenalliantie door de veiligeheidsperimeter van de Death Star II komen. Het ruimtetuig bezit 5 dubbelloop laserkanonnen,  twee voorwaarts gericht, één op elk van de twee vleugels en één aan de achterzijde.

### Imperial Landing Craft
In Star Wars: Episode IV: A New Hope gebruikt het Galactisch Keizerrijk Imperial landing craft om Stormtroopers in te zetten. Het schip lijkt op een platte doos waar aan de ene zijde een neus op staat en aan de andere zijde vleugels hangen. Hiermee lijken ze op de Imperial Lambda-class shuttle.

### Jedi Starfighter
De Jedi starfighter is een 8 meter lang pijlvormig gevechtsruimteschip voorzien van laserkanonnen. Het werd door de Jedi gebruikt in de laatste dagen van de Galactische Republiek. Het schip bezit geen hyperdrive maar kan een booster gebruiker die het schip door hyperspace loodst. Hiervoor is een astromechdroid in het schip voorzien aan bakboordzijde van de cockpit.

### Mon Calamari Star Cruiser
De M C star cruiser is een 1200 meter groot schijfvormig ruimteschip dat lijkt op een rots van de Mon Calamari. Het bezit laserkanonnen, turbolasers en tractor beams. In Star Wars: Episode VI: Return of the Jedi is het vlaggeschip "Home One" te zien van Admiraal Ackbar in de slag om Endor. Na de slag om Hoth in Star Wars: Episode V: The Empire Strikes Back is het nieuwe hoofdkwartier van de rebellenalliantie een Mon Calamari Star Cruiser. De Mon Calamari Star Cruiser wordt meestal bestuurd door een Mon Calamari. Er bestaan meerdere modellen.

### Naboo Royal Starship
het Naboo Royal Starship is een 76 meter lang gestroomlijnd wit ruimteschip zonder bewapening. Het beschikt wel over een sterk deflector shield en hyperdrive. Tijdens de invasie van Naboo weet Koningin Amidala te ontsnappen samen met Qui-Gon Jinn en Obi-Wan Kenobi in dit schip om de hup van de Galactische Senaat in te roepen. Bij haar terugkeer met hulp begint de echte slag om Naboo.

### Naboo Starfighter
de Naboo N-1 Starfighter is een 11 meter lang gevechtsruimteschip dat gebruikt werd om het luchtruim en kosmos rond de planeet Naboo te beschermen. Het schip is heel sterk gestroomlijnd en heeft een naald-vormige neus. Ook op het einde van beide vleugels zijn er naald-vormige motoren. Het schip biedt plaats aan één persoon en één astromechdroid die beide achter elkaar zitten. Als bewapening bezit het een dubbelloop blasterkanon en een dubbele torpedolanceerbuis. Deze ruimteschepen worden gebruikt in de slag om Naboo (Star Wars: Episode I: The Phantom Menace) om de aanvallen van de Trade Federation Droid Starfighters af te slaan onder leiding van Ric Olié van het Bravo Squadron. Anakin Skywalker vernietigt het Trade Federation Droid Control Ship en eindigt hiermee de aanval.

### Outrider
De outrider is een 26,7 meter lang ruimteschip dat veel gebruikt wordt door smokkelaars. Het heeft een cirkelvormige romp waaraan aan de voorzijde twee cilinder gemonteerd zijn. Als bewapening heeft het zware laserkanonnen en concussionraketten.

### Rebel Medium Transport
Het 90 meter lange Rebel Medium Transport lijkt op een pissebed dat een lading kan opnemen in de open buik van het schip. Deze schepen vliegen heel traag en hebben enkel laserkanonnen aan boord. Meestal vliegen ze daarom in konvooi onder begeleiding van enkele X-wings. Tijdens de slag om Hoth (Star Wars: Episode V: The Empire Strikes Back) werden deze gebruikt voor de evacuatie van de rebellenbasis.

### Republic Cruiser
De Republic Cruiser is een 115 meter lang ruimteschip zonder bewapening. Het heeft een driehoekige vorm waaraan op het einde drie cilindervormige motoren hangen. De neus heeft de vorm van een pluim van een dartpijl. Deze schepen worden gebruikt door de Galactische Republiek.
De Radiant VII, een Republic Cruiser vervoerde Qui-Gon Jinn en Obi-Wan Kenobi naar de onderhandelingen met de Trade Federation bij de blokkade van Naboo in de aanloop van de slag om Naboo.

### Tantive IV
De Tantive IV is een 150 meter lang ruimteschip lijkend op de vorm van een hamerhaai. Het behoort toe aan Senator Prinses Leia Organa die haar diplomatieke status gebruikte om via het schip zaken voor de rebellenalliantie te smokkelen door blokkades van het Galactisch Keizerrijk.
In Star Wars: Episode IV: A New Hope is de Tantive IV zogezegd in een asteroïdenstorm terechtgekomen en vernietigd. In werkelijkheid is had Leia geheime plannen aan boord en kwam Darth Vader hierachter. Boven Tatooine werd het schip doorzocht en vernietigd nadat ze Leia gevangennamen.

### Trade Federation Battleship
Het Trade Federation Battleship is een ruimteschip in cirkelvormig hoefijzervorm waarin het midden een bol als commandopost is. De diameter van het schip is 3170 meter en bevat verschillende turbolaser kanonnen. De gehele werking van het schip steunt op droid die vanuit de commandokamer door Neimoidians wordt bestuurd. 
Op de beide uiteinde van de hoefvorm zitten grote landingsdokken waarin Cruisers en starships kunnen landen.
Het vlaggenschip van de Trade Federation is de Saak'ak ("Profiteer" in het Engels) met Daultay Dofine als bevelvoerder.

### Trade Federation Droid Control Ship
Het Trade Federation Droid Control Ship heeft dezelfde vorm en diameter (3170 meter) als het Trade Federation Battle Ship. Er zijn echter meer antenne en zendinstallaties gemonteerd boven op de centrale bol. Het schip zend signalen en bevelen uit naar de battle droids, droidekas en droid starfighters die in de buurt actief zijn.
In Star Wars: Episode I: The Phantom Menace wordt er zo een schip ingezet om alle droids op en rond Naboo te besturen tijdens de invasie van Naboo in de aanloop van de slag om Naboo. Anakin Skywalker vernietigde het Droid Control Ship door op de reactor te vuren.

### Trade Federation Landing Ship
Tijdens de invasie van Naboo in de aanloop van de slag om Naboo gebruikte de Trade Federation landingsschepen om de hun AATs en MTT's aan de grond te zetten. Deze bevatten honderden battle droids en droidekas. Het schip is 370 breed en heeft in bovenaanzicht een H-vorm. Het bezit laser kanonnen als bewapening.

### Y-wing Starfighter
De Y-wing is een 16 meter lang Y-vormig ruimteschip vanuit bovenaanzicht. Het is een van de oudste modellen gevechtsruimtetuigen die de rebellenalliantie gebruikt. Het schip bevat zowel sublight drive als hyperdrive. Net achter de cockpit is er plaats voor een astromechdroid.
Als bewapening beschikt het toestel over een dubbelloop laserkanon onderaan de cockpit en aanvullend een draaibaar kanon op de achterzijde. Het schip kan ook proton torpedo's lanceren en beschikt over een ion-kanon. Ze worden vooral gebruikt in de slag om Yavin en de slag om Endor.

## Landvoertuigen

### Cloud Car
De Cloud Car is een air-toestel dat zich binnen de atmosfeer kan verplaatsen. Het bestaat uit 2 cockpits die verbonden zijn met een motorblok met repulsorlift. Deze worden gebruikt in Cloud City op Bespin.

### Coruscant Air Taxi
De Coruscant Air Taxi worden ingebruikt in de dichte bevolkte planeet Coruscant. Het is een soort kleine openlucht airspeeder om personen doorheen de straten en wolkenkrabbers van de planeetstad te vervoeren.

### Flare-S Swoop
De Flare-S Swoop is een 3 meter lang speederbike-achtig transportmiddel dat in de Outer Rim gebruikt wordt. Deze is te zien op Tatooine in Star Wars: Episode IV: A New Hope.

### Flash Speeder
De Flash Speeder is een 4,5 meter lang toestel dat door de stadswacht van Naboo wordt gebruikt om te patrouilleren. Het is een openlucht toestel met plaats voor twee personen. De cockpit heeft een halve-bolvormige voorruit.

### Gian Speeder
De Gian Speeder is een 5,7 meter lang toestel dat door de stadswacht van Naboo wordt gebruikt bij demonstraties. Het is een openlucht toestel met plaats voor vier personen. Het lijkt op een zwevende opblaasboot waarop laserkanonnen gemonteerd zijn.
Tijdens de invasie van Naboo (Star Wars: Episode I: The Phantom Menace) gebruiken ze deze zwaardere kanonnen om de Battle Tank van de Trade Federation te vernielen.

### Gungan Bongo
De Gungan Bongo is een 15 meter lange duikboot gebruikt door de Gungan's. De duikboot heeft een manta-vorm en is organisch gegroeid door geheime Gungan-technieken. Door hydrostatische krachten wordt de cockpit en laadruimte droog gehouden.

### Sail Barge
De Sail Barge is een schoen-vormige zwevende boot die gebruikt wordt om door de duinen van Tatooine te reizen. Het bevat een repulsorlift maar kan zich ook voortbewegen met de hulp van de wind. Het 30 meter lange transportmiddel bevat 3 dekken waarvan één in open lucht dat met zeilen is afgeschermd.
In Star Wars: Episode VI: Return of the Jedi bezit Jabba The Hutt waarmee hij de gevangenen in vervoert op Tatooine.

### Sandcrawler
De sandcrawler is een 36,8 meter lang gepanserd voertuig die de Jawas gebruiken als transportmiddel en bescherming. De trapeziumvormige smeltoven verplaatst zich door middel van rupsbanden. Het bezit ook elektromagnetische zuigmonden om oud ijzer, droids en technische onderdelen in de laadruimte te trekken. Het is te zien in Star Wars: Episode IV: A New Hope in de woestijn op de planeet Tatooine.

### Sith Speeder
De Sith Speeder is een speeder bike gelijkend op een zwevende motor. Het 1,65 meter lange toestel behoort als uitrusting bij de Sith Infiltrator.
In Star Wars: Episode I: The Phantom Menace wordt de sith speeder gebruikt door Darth Maul bij zijn zoektocht op Tatooine naar Padmé Amidala. Hij springt hierbij er van tijdens het rijden om een gevecht aan te gaan met Qui-Gon Jinn.

### Skiff
De Skiff is een eenvoudig vliegend platform met repulsorlift van 9 meter lang waarop personen en lading kan geplaatst worden. Jabba The Hutt gebruikt de skiff als begeleidende voertuigen van zijn Sail Barge. Het bezit ook loopplanken en een elektromagneet om lading aan boord te hijsen.

### T-16 Skyhopper
De T-16 skyhopper is een stervormig voertuig van 10 meter hoog en kon enkel in de troposfeer komen. Luke Skywalker bezat een T-16 skyhopper waarmee hij oefende op Tatooine in Star Wars: Episode IV: A New Hope.

### V-35 Landspeeder
De V-35 landspeeder is een speedboot-vormig voertuig met repulsorlift en puntvormige neus dat vooral in de Outer Rim wordt gebruikt. Owen Lars bezit zo een model. Deze is te zien in Star Wars: Episode IV: A New Hope.

### X-34 Landspeeder
De 3,4 meter lange X-34 landspeeder lijkt op een hovercraft met een cockpit bestaande uit een glazen halve bol. In Star Wars: Episode IV: A New Hope moest Luke Skywalker dit voertuig nemen nadat zijn T-16 Skyhopper het liet afweten. Nadat hij er het moeras op Tatooine mee verliet verkocht hij de oude landspeeder voor slecht 2000.

## Militair landvoertuig

### Imperial Speeder Bike
De Imperial speeder bike of 74-Z speeder bike is een repulsorliftvoertuig dat wordt gebruikt voor het patrouilleren door één persoon. De bike is 4,' meter lang en kan snelheden tot 500 km/h behalen. Het besturen gebeurt door een handvatten aan elke zijde waarmee de vlieghoogte als de richting wordt bepaald. Met pedalen regelt men de snelheid. Daarnaast beschikt het over een controle paneel net voor het zadel en een laserkanon aan de onderzijde van het voertuig. Ze zijn te zien tijdens de slag om Endor op de bosmaan zelf waar de Ewoks strijden tegen de Stormtroopers om het deflector shield van de Death Star II uit te schakelen.

### Snowspeeder
De snowspeeder is een 5,3 meter lang variante van de airspeeder T-47. Naast 2 laserkanonnen bevat het ook een harpoen en bijhorende kabel als bewapening.
De snowspeeder wordt in Star Wars: Episode V: The Empire Strikes Back gebruikt als patrouille voertuig van de echo base op de planeet Hoth. Tijdens de slag om Hoth gebruiken de rebellen de harpoenen van de snowspeeders om de AT-AT's tegen te houden omdat hij laserkanonnen niet opgewassen waren tegen de bepanstsering van de AT-AT's.